# オムプロモーション
オムプロモーションは、東京都杉並区に本社を置く株式会社 甲斐路苑の運営する芸能事務所。社長は長谷部条

## タレント

### 女性タレント
- 黒坂栄子
- 大藤由佳
- 吉川沙緒梨
- 松浦智美
- 大葉リョウ
- 井上直美
- はづき
- 花音

### 男性タレント
- 赤丸正幸
- 神宮雄大